# Taingy
Taingy is een plaats en voormalige gemeente in het Franse departement Yonne in de regio Bourgogne-Franche-Comté. De plaats maakt deel uit van het arrondissement Auxerre.

## Geschiedenis
De gemeente maakte deel uit van het kanton Courson-les-Carrières totdat dit op 22 maart 2015 werd opgeheven en de gemeenten werden opgenomen in het op diezelfde dag gevormde kanton Vincelles. Op 1 januari 2017 fuseerde de gemeente met Fontenailles en Molesmes tot de commune nouvelle Les Hauts de Forterre, waarvan Taingy de hoofdplaats werd.

## Geografie
De oppervlakte van Taingy bedraagt 20,2 km², de bevolkingsdichtheid is 12,6 inwoners per km².
De onderstaande kaart toont de ligging van Taingy met de belangrijkste infrastructuur en aangrenzende gemeenten.

## Demografie
Onderstaande figuur toont het verloop van het inwonertal (bron: INSEE-tellingen).